# Шатёр
Это статья о временном жилище. См. также Шатёр (архитектура)
Шатёр — временная лёгкая постройка из тканей, кож или ветвей. Разновидность палатки, от которой отличают большими размерами и крышей круглой формы в виде купола.
Обычно сооружают в форме конуса. Издревле шатры использовали восточные кочевые народы. Слово «шатёр» заимствовано из тюркских языков (тур. Çadır, кирг. Чатыр, каз. Шатыр: — «палатка; кровля») и восходит к перс. čätr‎.
В древнерусском языке шатёр называли также «алачюча», от которого произошло слово «лачуга».

## В истории
Шатёр (под разными названиями) часто упомянут в Библии. В Быт 4.20, как «отец живущих в шатрах (о́хэль אֹהֶל) со стадами» упомянут Иавал; праотцы евреев: Авраам, Исаак и Иаков, также жили в шатрах (Быт. 18:1; Евр. 11:9 скини́ σκηνή). Во время странствования по пустыне израильтяне переносили свои шатры с места на место, и после поселения в Ханаане у некоторых из них остался старый обычай — жить в шатрах (Суд. 4:17, Иер. 35.10), в особенности у колен, придерживавшихся кочевого образа жизни.

## Современные
Переносные шатры до сих пор используются кочевниками Азии. Бедуины в Аравии до сего времени живут в шатрах. Их шатры делаются из прочной грубой, чёрной ткани (козья шерсть), которую ткут бедуинские женщины; эта ткань настолько плотна, что не пропускает дождь.
Современные шатры выполнены из огнестойкого мягкого или твердого ПВХ, который надевается на алюминиевый профиль. Благодаря удобству монтажа и демонтажа, современные шатры приобрели статус быстровозводимых временных конструкций и используются для организации выставочных павильонов, мест проведения показов, временных технических конструкций.